# George Chandler
George Chandler, född 30 juni 1898 i Waukegan, Illinois, död 10 juni 1985 i Panorama City, Los Angeles, Kalifornien, var en amerikansk skådespelare. Chandler medverkade i flera hundra filmer och TV-produktioner. Främst känd blev han för rollen som Petrie Martin i TV-serien Lassie där han medverkade 1958-1959.
Han var ordförande för fackföreningen Screen Actors Guild 1960–1963.

## Filmografi (i urval)
- 1929 – Bragdernas man (ej krediterad)
- 1931 – Man of the World
- 1932 – Me and My Gal
- 1932 – Gentleman för en dag (ej krediterad)
- 1933 – Efterlyst av hemliga polisen
- 1933 – Footlight Parade (ej krediterad)
- 1933 – Kinesiska rummets hemlighet (ej krediterad)
- 1933 – Skandalen i Hollywood (ej krediterad)
- 1934 – Dimma över Frisco
- 1934 – Hi, Nellie!
- 1934 – Du är nog ingen ängel (ej krediterad)
- 1935 – En fånge har rymt!
- 1935 – Med berått mod
- 1935 – Sensationen för dagen (ej krediterad)
- 1936 – Situationens herre
- 1936 – Prinsessan Olga av Sverige (ej krediterad)
- 1937 – Hollywood (ej krediterad)
- 1937 – Ingenting är heligt (ej krediterad)
- 1937 – Saratoga (ej krediterad)
- 1938 – Den moderna Eva (ej krediterad)
- 1938 – En cowboy och en lady (ej krediterad)
- 1938 – En fallen ängel (ej krediterad)
- 1938 – En flicka överbord (ej krediterad)
- 1938 – Född till gentleman (ej krediterad)
- 1938 – Kamrater (ej krediterad)
- 1938 – 7 flickor jagar en mördare (ej krediterad)
- 1939 – Utanför lagen
- 1939 – Jag svär vid mina ögon (ej krediterad)
- 1939 – Mr. Smith i Washington (ej krediterad)
- 1940 – Frank James hämnd
- 1940 – Skarpskytten i Arizona
- 1941 – En kvinna minns...
- 1941 – Längtan till solen
- 1941 – Deras hela värld
- 1941 – Galopperande flugan (ej krediterad)
- 1941 – Hennes svaga punkt (ej krediterad)
- 1942 – Absolut oskyldig!
- 1942 – En stor mans hustru (ej krediterad)
- 1942 – Möte vid Ox-oket (ej krediterad)
- 1942 – Skräcknatten vid Glada Gatan 13 (ej krediterad)
- 1942 – Ursäkta skynket (ej krediterad)
- 1943 – Synda på nåden (ej krediterad)
- 1943 – Vi spioner (ej krediterad)
- 1944 – Det hände i morgon
- 1944 – En cowboy rensar stan (ej krediterad)
- 1944 – Osynliga länkar (ej krediterad)
- 1945 – Bravaden i Köpenick
- 1946 – Min fru tar semester
- 1947 – Handen på hjärtat
- 1947 – Heta dagar
- 1947 – Här kommer en annan (ej krediterad)
- 1947 – Du och ingen annan (ej krediterad)
- 1948 – Ärret
- 1948 – Blekansiktet
- 1949 – Lev farligt och dö ung (ej krediterad)
- 1951 – Missouri
- 1951 – Vägen mot väster (ej krediterad)
- 1952 – H.C. Andersen
- 1952 – Kvinnan utan lag
- 1952 – Mord på tåg 63 (ej krediterad)
- 1953 – SOS – vi nödlandar
- 1954 – Mellan himmel och hav
- 1975 – Den äventyrliga flykten
- 1976 – Kort lycka